# Lake View (Maine)
Lake View ist eine Plantation im Piscataquis County des Bundesstaates Maine in den Vereinigten Staaten. Im Jahr 2020 lebten dort 150 Einwohner in 453 Haushalten auf einer Fläche von 137,7 km².

## Geographie
Nach dem United States Census Bureau hat Lake View eine Gesamtfläche von 137,7 km², von der 107,4 km² Land sind und 30,3 km² aus Gewässern bestehen.

### Geographische Lage
Lake View liegt im Südosten des Piscataquis Countys und grenzt an das Penobscot County. Im Westen liegt der Schoodic Lake, im Norden der Seboeis Lake und im Südosten der Hardy Pond. Die Oberfläche ist leicht hügelig und die höchste Erhebung ist der 216 m hohe Acorn Hill.

### Nachbargemeinden
Alle Entfernungen sind als Luftlinien zwischen den offiziellen Koordinaten der Orte aus der Volkszählung 2010 angegeben.
- Norden: Northeast Piscataquis, Unorganized Territory, 63,2 km
- Osten: Seboeis, Penobscot County, 11,1 km
- Südosten: Maxfield, Penobscot County, 12,7 km
- Süden: Medford, 8,5 km
- Südwesten: Milo, 14,1 km
- Westen: Brownville, 10,6 km

### Stadtgliederung
In Lake View gibt es mehrere Siedlungsgebiete: Adams, Hardy, Lake View, Rand Cove und Schoodic.

### Klima
Die mittlere Durchschnittstemperatur in Lake View liegt zwischen −11,1 °C (12 °F) im Januar und 19,4 °C (67 °F) im Juli. Damit ist der Ort gegenüber dem langjährigen Mittel der USA um etwa 9 Grad kühler. Die Schneefälle zwischen Oktober und Mai liegen mit bis zu zweieinhalb Metern mehr als doppelt so hoch wie die mittlere Schneehöhe in den USA; die tägliche Sonnenscheindauer liegt am unteren Rand des Wertespektrums der USA.

## Geschichte
Lake View wurde am 16. Juni 1892 als Plantation organisiert. Zuvor wurde das Gebiet als Township No. 4, Eighth Range North of Waldo Patent (T4 R8 NWP) bezeichnet. Die Organisation als Plantation wurde 1895 und 1922 bestätigt.
Heute gehört Lake View zur Three Rivers Community Alliance, einem losen Gemeindeverbund mit Sitz in Milo.

### Einwohnerentwicklung
| Volkszählungsergebnisse – Plantation of Lake View, Maine | Volkszählungsergebnisse – Plantation of Lake View, Maine | Volkszählungsergebnisse – Plantation of Lake View, Maine | Volkszählungsergebnisse – Plantation of Lake View, Maine | Volkszählungsergebnisse – Plantation of Lake View, Maine | Volkszählungsergebnisse – Plantation of Lake View, Maine | Volkszählungsergebnisse – Plantation of Lake View, Maine | Volkszählungsergebnisse – Plantation of Lake View, Maine | Volkszählungsergebnisse – Plantation of Lake View, Maine | Volkszählungsergebnisse – Plantation of Lake View, Maine | Volkszählungsergebnisse – Plantation of Lake View, Maine |
| Jahr                                                     | 1900                                                     | 1910                                                     | 1920                                                     | 1930                                                     | 1940                                                     | 1950                                                     | 1960                                                     | 1970                                                     | 1980                                                     | 1990                                                     |
| -------------------------------------------------------- | -------------------------------------------------------- | -------------------------------------------------------- | -------------------------------------------------------- | -------------------------------------------------------- | -------------------------------------------------------- | -------------------------------------------------------- | -------------------------------------------------------- | -------------------------------------------------------- | -------------------------------------------------------- | -------------------------------------------------------- |
| Einwohner                                                | 173                                                      | 245                                                      | 368                                                      | 57                                                       | 70                                                       | 23                                                       | 18                                                       | 16                                                       | 20                                                       | 23                                                       |
| Jahr                                                     | 2000                                                     | 2010                                                     | 2020                                                     | 2030                                                     | 2040                                                     | 2050                                                     | 2060                                                     | 2070                                                     | 2080                                                     | 2090                                                     |
| Einwohner                                                | 43                                                       | 89                                                       | 150                                                      |                                                          |                                                          |                                                          |                                                          |                                                          |                                                          |                                                          |

## Wirtschaft und Infrastruktur

### Verkehr
Lake View wird nicht durch eine Straße des Bundesstaates Maine erschlossen. Jedoch liegt Lake View an der Bahnstrecke Brookport–Mattawamkeag, auf der heute noch Güterverkehr stattfindet.

### Öffentliche Einrichtungen
In Lake View gibt es keine medizinischen Einrichtungen oder Krankenhäuser. Nächstgelegene Einrichtungen für die Bewohner von Lake View befinden sich in Dover-Foxcroft und Dexter.
Lake View besitzt keine eigene Bücherei, die nächstgelegenen befinden sich in Milo und Brownville.

### Bildung
Lake View gehört mit den anderen Gemeinden der Three Rivers Community: Bowerbank, Brownville, LaGrange, Lake View, Medford, Milo und Sebec sowie dem Township Atkinson zum MSAD 41.
Im Schulbezirk werden mehrere Schulen angeboten:
- Brownville Elementary School in Brownville, mit den Schulklassen 3 und 4
- Milo Elementary School in Milo, mit den Schulklassen Pre-Kindergarten bis 2
- Penquis Valley Middle School in Milo, mit den Schulklassen 5 bis 8
- Penquis Valley High School in Milo, mit den Schulklassen 9 bis 12